# 몰도바 총리
몰도바의 총리(루마니아어: Prim-ministrul Republicii Moldova)는 몰도바의 정부수반이다.

## 목록

### 몰다비아 민주공화국 (1917~1918년)
다음은 몰다비아 민주공화국 시절 총리 목록이다.
- 판텔리몬 에르한 (1917년~1918년)
- 다니엘 시우그레아누 (1918년)
- 페트루 카자쿠 (1918년)

### 몰도바 소비에트 사회주의 공화국 (1940~1991년)
다음은 몰도바 소비에트 사회주의 공화국 시절 인민위원회 위원장 목록이다.
- 티혼 콘스탄티노프 (1940년~1945년)
- 니콜라에 코발 (1945년~1946년)
- 게라심 루디 (1946년)

다음은 각료회의 의장 목록이다.
- 게라심 루디 (1946년~1958년)
- 알렉산드루 디오르디타 (1968년~1970년)
- 페트루 파스카리 (1970년~1976년)
- 세미온 그로수 (1976년~1980년)
- 이온 우스티안 (1980년~1985년)
- 이반 칼린 (1985년~1990년)
- 페트루 파스카리 (1990년)
- 미르치아 드룩 (1990년~1991년)

### 몰도바 (1991년~현재)
- 발레리우 무라브스키
- 안드레이 산겔리
- 이온 치우부크
- 세라핌 우레케안*
- 이온 스투르자
- 두미트루 브라기슈
- 바실레 타를레브
- 지나이다 그레차느이
- 비탈리에 프를로그*
- 블라드 필라트
- 이우리에 레안커
- 키릴 가부리치
- 나탈리아 게르만*
- 발레리 스트렐레츠*
- 게오르게 브레가*
- 파벨 필리프
- 마이아 산두
- 이온 키쿠
- 아우렐리우 치오코이*
- 나탈리아 가브릴리차
- 도린 레체안

*는 권한 대행을 가리킨다.